# 肥城桃
肥城桃，因产于山东省肥城市而得名，亦称肥桃，又名佛桃。在国内外享有盛名，被誉为“群桃之冠”。肥城桃一共有十几个品种，其中红里桃、柳叶桃和白里桃最具栽培价值。红里桃的品质最佳，最大可达900克，一般的也有300-500克，汁多味美，堪称水果中的极品。有健脾肾、增食欲、活筋络、保肝养血、预防癌症的功能。